# Bonny-sur-Loire
Bonny-sur-Loire é uma comuna francesa na região administrativa do Centro, no departamento Loiret. Estende-se por uma área de 25,96 km². Em 2010 a comuna tinha 1 935 habitantes (densidade: 74,5 hab./km²).